# 芥川正次
芥川 正次（あくたがわ まさつぐ、1958年（昭和33年）5月23日 - ）は、日本の政治家。元滋賀県草津市長（1期）。

## 来歴
滋賀県出身。1985年立命館大学経営学部卒。卒業後は宇野宗佑内閣総理大臣秘書、国会議員秘書を経て。1995年滋賀県議会議員選挙に立候補し当選する。1999年に再選（自民党）。2期目途中の2003年の市長選挙に立候補し、現職の古川研二を破って初当選を果たした。翌年、後援会の幹部が公職選挙法違反の容疑で逮捕され、その責任を取って2月に市長を辞職した。辞職直後、芥川も収賄と公職選挙法違反の疑いで滋賀県警に逮捕され、有罪判決を受けた。その後2007年にも糸川正晃議員への共同脅迫の容疑で、平和奥田の相談役とともに逮捕されたが処分保留で釈放された。